# Campeonato de Copa Truck de 2022
O Campeonato de Copa Truck de 2022 será a 6ª temporada de Copa Truck, um campeonato de disputa entre caminhões que substituiu a Fórmula Truck, extinta em 2017.

## Início da Temporada
Transmissão na TV
A grande novidade é a estreia na TV aberta: desde de 2021, a categoria de caminhões é transmitida na Rede Bandeirantes, com todas as corridas sendo transmitidas ao vivo em rede nacional. Além da Band, qualquer pessoa ao redor do mundo poderá acompanhar as corridas, ao vivo, por meio dos canais oficiais da Copa Truck no Facebook e YouTube. As etapas também serão exibidas via TV por Assinatura, pelo canal SporTV.
Nova categoria e alterações técnicas visando a qualidade do espetáculo
A partir do próximo ano, a Copa Truck será dividida em duas categorias: além da divisão principal, teremos a Super Truck, destinada a pilotos novatos e/ou recentes na categoria. Esta nova classe terá pontuação e pódios próprios, mas largará juntamente com a divisão principal.
Na parte técnica, os caminhões terão uma redução e equalização da potência dos motores visando a redução de quebras e consequentemente de custos. Também haverá uma implementação de sistemas que ajudem no controle da emissão de fumaça.

## Equipes e Pilotos
Todos os pilotos são brasileiros.
| Equipe              | Fabricante    | Pneu | No. | Piloto                | Etapas |
| ------------------- | ------------- | ---- | --- | --------------------- | ------ |
| Dakar Motorsport    | Iveco         | G    | 57  | Felipe Tozzo          | 1-2    |
| Usual Iveco Racing  | Iveco         | G    | 4   | Felipe Giaffone       | 1-2    |
| Usual Iveco Racing  | Iveco         | G    | 21  | Djalma Pivetta        | 1-2    |
| Usual Iveco Racing  | Iveco         | G    | 26  | Raphael Abbate        | 1-2    |
| AJ5 ECO Sports      | Mercedes-Benz | G    | 5   | Adalberto Jardim      | 1-2    |
| R9 Competições      | Volkswagen    | G    | 7   | Débora Rodrigues      | 1-2    |
| R9 Competições      | Volkswagen    | G    | 55  | Paulo Salustiano      | 1-2    |
| R9 Competições      | Volkswagen    | G    | 81  | José Augusto Dias     | 1-2    |
| R9 Competições      | Volkswagen    | G    | 88  | Beto Monteiro         | 1-2    |
| R9 Competições      | Volkswagen    | G    | 00  | Danilo Alamini        | 1-2    |
| FF Motorsport       | Mercedes-Benz | G    | 27  | Fábio Fogaça          | 1-2    |
| FF Motorsport       | Mercedes-Benz | G    | 71  | Pe Jota               | 1-2    |
| FF Motorsport       | Mercedes-Benz | G    | 72  | Djalma Fogaça         | 1-2    |
| ASG Motorsport      | Mercedes-Benz | G    | 6   | Wellington Cirino     | 1-2    |
| ASG Motorsport      | Mercedes-Benz | G    | 15  | Roberval Andrade      | 1-2    |
| ASG Motorsport      | Mercedes-Benz | G    | 25  | Jaidson Zini          | 1-2    |
| ASG Motorsport      | Mercedes-Benz | G    | 451 | Fabiano Cardoso       | 1-2    |
| Tiger Team          | Mercedes-Benz | G    | 69  | Evandro Camargo       | 1-2    |
| Tiger Team          | Mercedes-Benz | G    | 99  | Luiz Lopes            | 1-2    |
| Boessio Competições | Volvo         | G    | 83  | Régis Boéssio         | 1-2    |
| PP Motorsport       | Mercedes-Benz | G    | 28  | Danilo Dirani         | 1-2    |
| PP Motorsport       | Mercedes-Benz | G    | 29  | Pedro Paulo Fernandes | 1-2    |
| BRUTO Motorsports   | Scania        | G    | 3   | Ricardo Alvarez       | 1-2    |
| LT Team             | Volvo         | G    | 33  | Rodrigo Taborda       | 1-2    |
| LT Team             | Volvo         | G    | 73  | Leandro Totti         | TBA    |
| AM Super            | Mercedes-Benz | G    | 43  | Glauco Barros         | 1-2    |
| AM Super            | Mercedes-Benz | G    | 45  | Daniel Kelemen        | TBA    |

## Calendário

### Etapas
| # | Data           | Grande Prêmio                      | Circuito                                     | Local                 | Horário | Info  |
| - | -------------- | ---------------------------------- | -------------------------------------------- | --------------------- | ------- | ----- |
| 1 | 12 de março    | Grande Prêmio de Santa Cruz do Sul | Autódromo Internacional de Santa Cruz do Sul | Santa Cruz do Sul, RS | 12h40   | [ 6 ] |
| 2 | 13 de março    | Grande Prêmio de Santa Cruz do Sul | Autódromo Internacional de Santa Cruz do Sul | Santa Cruz do Sul, RS | 13h55   | [ 7 ] |
| 3 | 1° de maio     | Grande Prêmio de São Paulo         | Autódromo Internacional de Interlagos        | São Paulo, SP         |         |       |
| 4 | 5 de junho     | Grande Prêmio de Goiás             | Autódromo Ayrton Senna                       | Goiânia, GO           |         |       |
| 5 | 10 de julho    | Grande Prêmio do Paraná            | Autódromo Internacional Ayrton Senna         | Londrina, PR          |         |       |
| 6 | 21 de agosto   | Grande Prêmio de São Paulo         | Autódromo Internacional de Interlagos        | São Paulo, SP         |         |       |
| 7 | 17 de setembro | Grande Prêmio de Tarumã            | Autódromo de Tarumã                          | Viamão, RS            |         |       |
| 8 | 18 de setembro | Grande Prêmio de Tarumã            | Autódromo de Tarumã                          | Viamão, RS            |         |       |
| 9 | 6 de novembro  | Grande Prêmio de Brasília          | Autódromo Internacional Nelson Piquet        | Brasília, DF          |         |       |

### Resultados
| # | Circuito                           | Data           | Pole Position    | Volta mais rápida | Piloto Vencedor   | Equipe Vencedora | Caminhão      | Info   |
| - | ---------------------------------- | -------------- | ---------------- | ----------------- | ----------------- | ---------------- | ------------- | ------ |
| 1 | Grande Prêmio de Santa Cruz do Sul | 12 de março    | Beto Monteiro    | Wellington Cirino | Wellington Cirino | ASG Motorsport   | Mercedes-Benz | [ 8 ]  |
| 1 | Grande Prêmio de Santa Cruz do Sul | 12 de março    | Sem Disputa      | Beto Monteiro     | Paulo Salustiano  | R9 Competições   | Volkswagen    | [ 9 ]  |
| 2 | Grande Prêmio de Santa Cruz do Sul | 13 de março    | Paulo Salustiano | Roberval Andrade  | Roberval Andrade  | ASG Motorsport   | Mercedes-Benz | [ 10 ] |
| 2 | Grande Prêmio de Santa Cruz do Sul | 13 de março    | Sem Disputa      | Felipe Giaffone   | Wellington Cirino | ASG Motorsport   | Mercedes-Benz | [ 11 ] |
| 3 | Grande Prêmio de São Paulo         | 1° de maio     |                  |                   |                   |                  |               |        |
| 3 | Grande Prêmio de São Paulo         | 1° de maio     | Sem Disputa      |                   |                   |                  |               |        |
| 4 | Grande Prêmio de Goiás             | 5 de junho     |                  |                   |                   |                  |               |        |
| 4 | Grande Prêmio de Goiás             | 5 de junho     | Sem Disputa      |                   |                   |                  |               |        |
| 5 | Grande Prêmio do Paraná            | 10 de julho    |                  |                   |                   |                  |               |        |
| 5 | Grande Prêmio do Paraná            | 10 de julho    | Sem Disputa      |                   |                   |                  |               |        |
| 6 | Grande Prêmio de São Paulo         | 21 de agosto   |                  |                   |                   |                  |               |        |
| 6 | Grande Prêmio de São Paulo         | 21 de agosto   | Sem Disputa      |                   |                   |                  |               |        |
| 7 | Grande Prêmio de Tarumã            | 17 de setembro |                  |                   |                   |                  |               |        |
| 7 | Grande Prêmio de Tarumã            | 17 de setembro | Sem Disputa      |                   |                   |                  |               |        |
| 8 | Grande Prêmio de Tarumã            | 18 de setembro |                  |                   |                   |                  |               |        |
| 8 | Grande Prêmio de Tarumã            | 18 de setembro | Sem Disputa      |                   |                   |                  |               |        |
| 9 | Grande Prêmio de Brasília          | 6 de novembro  |                  |                   |                   |                  |               |        |
| 9 | Grande Prêmio de Brasília          | 6 de novembro  | Sem Disputa      |                   |                   |                  |               |        |

Obs: Calendário com pendências e sujeito a mudanças devido a pandemia do COVID-19.

## Classificação Geral

### Categoria Pro
| Pos | Piloto                   | SCZ | SCZ | SCZ | SCZ | INT | INT | GOI | GOI | LON | LON | INT | INT | TAR | TAR | TAR | TAR | BRA | BRA | Pts |
| --- | ------------------------ | --- | --- | --- | --- | --- | --- | --- | --- | --- | --- | --- | --- | --- | --- | --- | --- | --- | --- | --- |
| 1   | Wellington Cirino        | 1   | 4   | 5   | 1   | 4   | 1   | 6   | 1   | 1   | 7   | 7   | 8   | 1   | 5   | 2   | 5   | 17  | 5   | 255 |
| 2   | Felipe Giaffone          | 3   | 11  | 6   | 5   | 2   | 3   | 1   | 5   | 9   | 6   | 2   | 3   | 2   | 3   | 4   | 3   | 5   | 3   | 252 |
| 3   | Beto Monteiro            | 2   | 8   | 2   | 2   | 1   | 4   | 2   | 2   | 16  | 8   | 1   | 4   | 9   | 6   | 6   | 1   | 2   | DSQ | 249 |
| 4   | Roberval Andrade         | 4   | RET | 1   | RET | 3   | RET | 3   | 6   | 2   | 2   | 4   | 1   | 7   | 1   | 1   | 2   | 1   | RET | 246 |
| 5   | Paulo Salustiano         | 5   | 1   | 3   | 3   | DSQ | 18  | 4   | 3   | 3   | 1   | 3   | RET | 3   | 7   | 5   | RET | 3   | RET | 217 |
| 6   | Débora Rodrigues         | 8   | 3   | 8   | 11  | 6   | 8   | 5   | 4   | 5   | 5   | 5   | 15  | 13  | 10  | 16  | 14  | 12  | 16  | 190 |
| 7   | Jaidson Zini             | RET | 13  | 14  | 6   | 5   | RET | 9   | 11  | 8   | 3   | 18  | 14  | 6   | 13  | 8   | 8   | 6   | 4   | 181 |
| 8   | André Marques            |     |     |     |     |     |     |     |     | 4   | 4   | 8   | 2   | 4   | 2   | 3   | 4   | 4   | 1   | 153 |
| 9   | Luiz Lopes               | 12  | 9   | 9   | 16  | DSQ | 5   | 14  | RET | 19  | 16  | RET | NL  | 11  | 9   | 14  | 7   | 21  | 10  | 143 |
| 10  | Danilo Alamini           | 13  | 10  | 16  | 4   | 7   | 2   | 8   | 7   | 11  | 10  | RET | NL  | 8   | 4   | 10  | 11  | 10  | 17  | 139 |
| 11  | Felipe Tozzo             | 10  | RET | RET | NL  | 9   | 6   | 12  | 9   | 12  | 14  | 15  | 17  | 5   | 8   | 7   | 10  | 14  | 7   | 118 |
| 12  | Adalberto Jardim         | RET | 12  | 7   | 17  | 13  | 17  | 18  | 13  | 6   | RET | RET | NL  | DNQ | RET | RET | RET | 7   | 2   | 111 |
| 13  | Raphael Abbate           | 6   | 6   | 11  | 7   | 17  | 7   | NL  | NL  | 10  | 12  | 16  | 9   | 18  | NL  | 13  | 12  | 9   | 8   | 102 |
| 14  | Evandro Camargo          | 9   | 7   | 12  | 13  | RET | NL  | RET | NL  | 7   | 11  | 12  | 7   | 16  | 12  | 15  | RET | 8   | 12  | 91  |
| 15  | Djalma Fogaça            | 18  | NL  | 10  | 14  | RET | 11  | RET | NL  | RET | 17  | 13  | 6   | 15  | RET | RET | NL  | 11  | RET | 90  |
| 16  | José Augusto Dias        | 15  | RET | 20  | 9   | 8   | 10  | 11  | 10  | 13  | 9   | 6   | 5   |     |     |     |     |     |     | 84  |
| 17  | Fábio Fogaça             | 19  | 16  | 15  | 8   | 18  | 9   | 7   | 8   | DSQ | DSQ | 9   | 11  | 14  | 21  | 9   | 6   | RET | RET | 84  |
| 18  | Danilo Dirani            | RET | NL  | 13  | RET | DSQ | 15  | 19  | 17  | RET | NL  | RET | NL  |     |     | 22  | 18  | RET | 15  | 64  |
| 19  | Régis Boéssio            | 7   | 2   | 4   | RET |     |     |     |     |     |     | RET | NL  | 12  | 20  | RET | NL  |     |     | 62  |
| 20  | Pedro Paulo Fernandes    | 14  | 5   | RET | RET | 12  | 16  | RET | NL  | 17  | RET | 10  | RET | 10  | 19  | 11  | NL  | 19  | 13  | 57  |
| 21  | Daniel Keleman           |     |     |     |     | 10  | 12  | 15  | 15  | 14  | 18  | 14  | 12  | 17  | 15  | 12  | 9   | RET | RET | 52  |
| 22  | Djalma Pivetta           | RET | NL  | 17  | 10  | 19  | NL  | 10  | 12  | 20  | 13  | 11  | 10  | 19  | 22  | 18  | 15  | 18  | 14  | 41  |
| 23  | Rodrigo Taborda          | 17  | 14  | 18  | 15  | 14  | 13  | RET | NL  | 15  | 15  | RET | NL  | 24  | 14  | RET | NL  | 15  | 9   | 40  |
| 24  | Renato Martins           |     |     |     |     |     |     |     |     |     |     |     | 21  | 18  | 19  | 17  |     |     |     | 31  |
| 25  | Thiago Rizzo             |     |     |     |     |     |     |     |     |     |     | 17  | 18  | 22  | 11  | 17  | 13  | 13  | 6   | 25  |
| 26  | Pe Jota                  | 20  | NL  | NL  | NL  | 16  | RET | 13  | 14  | RET | NL  | 21  | 13  | 20  | 16  | 21  | 16  | 16  | 11  | 17  |
| 27  | Glauco Barros            | 16  | 15  | 21  | 12  | 15  | 14  | 17  | RET |     |     | 20  | 16  | 23  | 17  | 20  | 19  |     |     | 12  |
| 28  | Leandro Totti            |     |     |     |     |     |     |     |     |     |     |     |     |     |     |     |     | 20  | RET | 9   |
| 29  | Alex Fabiano da Silva    |     |     |     |     | 11  | DSQ | 16  | 16  | 18  | RET |     |     |     |     |     |     |     |     | 9   |
| 30  | Fabiano Cardoso          | 11  | RET | NL  | NL  |     |     |     |     |     |     |     |     |     |     |     |     |     |     | 9   |
| 31  | Kléber Barcellos Elétric |     |     |     |     |     |     |     |     |     |     | 19  | 19  | 25  | RET | RET | NL  | NL  | RET | 0   |
| 32  | Ricardo Alvarez          | RET | NL  | 19  | RET |     |     |     |     |     |     |     |     |     |     |     |     |     |     | 0   |
| Pos | Piloto                   | SCZ | SCZ | SCZ | SCZ | INT | INT | GOI | GOI | LON | LON | INT | INT | TAR | TAR | TAR | TAR | BRA | BRA | Pts |

| Cor          | Resultado                            |
| ------------ | ------------------------------------ |
| Ouro         | Vencedor                             |
| Prata        | 2º lugar                             |
| Bronze       | 3º lugar                             |
| Verde        | 4º e 5º lugares                      |
| Azul claro   | 6º–10º lugares                       |
| Azul escuro  | Completou a corrida (fora do Top 10) |
| Roxo         | Não completou a corrida              |
| Vermelho     | Não se classificou (NQ)              |
| Marrom       | Retirou-se da corrida (Wth)          |
| Preto        | Desclassificado (DSQ)                |
| Caqui escuro | Não largou (NL)                      |
| Caqui escuro | Abandonou a corrida (C)              |
| Vazio        | Não participou                       |

| Pos | Piloto                   | SCZ | SCZ | SCZ | SCZ | INT | INT | GOI | GOI | LON | LON | INT | INT | TAR | TAR | TAR | TAR | BRA | BRA | Pts |
| --- | ------------------------ | --- | --- | --- | --- | --- | --- | --- | --- | --- | --- | --- | --- | --- | --- | --- | --- | --- | --- | --- |
| 1   | Wellington Cirino        | 1   | 4   | 5   | 1   | 4   | 1   | 6   | 1   | 1   | 7   | 7   | 8   | 1   | 5   | 2   | 5   | 17  | 5   | 255 |
| 2   | Felipe Giaffone          | 3   | 11  | 6   | 5   | 2   | 3   | 1   | 5   | 9   | 6   | 2   | 3   | 2   | 3   | 4   | 3   | 5   | 3   | 252 |
| 3   | Beto Monteiro            | 2   | 8   | 2   | 2   | 1   | 4   | 2   | 2   | 16  | 8   | 1   | 4   | 9   | 6   | 6   | 1   | 2   | DSQ | 249 |
| 4   | Roberval Andrade         | 4   | RET | 1   | RET | 3   | RET | 3   | 6   | 2   | 2   | 4   | 1   | 7   | 1   | 1   | 2   | 1   | RET | 246 |
| 5   | Paulo Salustiano         | 5   | 1   | 3   | 3   | DSQ | 18  | 4   | 3   | 3   | 1   | 3   | RET | 3   | 7   | 5   | RET | 3   | RET | 217 |
| 6   | Débora Rodrigues         | 8   | 3   | 8   | 11  | 6   | 8   | 5   | 4   | 5   | 5   | 5   | 15  | 13  | 10  | 16  | 14  | 12  | 16  | 190 |
| 7   | Jaidson Zini             | RET | 13  | 14  | 6   | 5   | RET | 9   | 11  | 8   | 3   | 18  | 14  | 6   | 13  | 8   | 8   | 6   | 4   | 181 |
| 8   | André Marques            |     |     |     |     |     |     |     |     | 4   | 4   | 8   | 2   | 4   | 2   | 3   | 4   | 4   | 1   | 153 |
| 9   | Luiz Lopes               | 12  | 9   | 9   | 16  | DSQ | 5   | 14  | RET | 19  | 16  | RET | NL  | 11  | 9   | 14  | 7   | 21  | 10  | 143 |
| 10  | Danilo Alamini           | 13  | 10  | 16  | 4   | 7   | 2   | 8   | 7   | 11  | 10  | RET | NL  | 8   | 4   | 10  | 11  | 10  | 17  | 139 |
| 11  | Felipe Tozzo             | 10  | RET | RET | NL  | 9   | 6   | 12  | 9   | 12  | 14  | 15  | 17  | 5   | 8   | 7   | 10  | 14  | 7   | 118 |
| 12  | Adalberto Jardim         | RET | 12  | 7   | 17  | 13  | 17  | 18  | 13  | 6   | RET | RET | NL  | DNQ | RET | RET | RET | 7   | 2   | 111 |
| 13  | Raphael Abbate           | 6   | 6   | 11  | 7   | 17  | 7   | NL  | NL  | 10  | 12  | 16  | 9   | 18  | NL  | 13  | 12  | 9   | 8   | 102 |
| 14  | Evandro Camargo          | 9   | 7   | 12  | 13  | RET | NL  | RET | NL  | 7   | 11  | 12  | 7   | 16  | 12  | 15  | RET | 8   | 12  | 91  |
| 15  | Djalma Fogaça            | 18  | NL  | 10  | 14  | RET | 11  | RET | NL  | RET | 17  | 13  | 6   | 15  | RET | RET | NL  | 11  | RET | 90  |
| 16  | José Augusto Dias        | 15  | RET | 20  | 9   | 8   | 10  | 11  | 10  | 13  | 9   | 6   | 5   |     |     |     |     |     |     | 84  |
| 17  | Fábio Fogaça             | 19  | 16  | 15  | 8   | 18  | 9   | 7   | 8   | DSQ | DSQ | 9   | 11  | 14  | 21  | 9   | 6   | RET | RET | 84  |
| 18  | Danilo Dirani            | RET | NL  | 13  | RET | DSQ | 15  | 19  | 17  | RET | NL  | RET | NL  |     |     | 22  | 18  | RET | 15  | 64  |
| 19  | Régis Boéssio            | 7   | 2   | 4   | RET |     |     |     |     |     |     | RET | NL  | 12  | 20  | RET | NL  |     |     | 62  |
| 20  | Pedro Paulo Fernandes    | 14  | 5   | RET | RET | 12  | 16  | RET | NL  | 17  | RET | 10  | RET | 10  | 19  | 11  | NL  | 19  | 13  | 57  |
| 21  | Daniel Keleman           |     |     |     |     | 10  | 12  | 15  | 15  | 14  | 18  | 14  | 12  | 17  | 15  | 12  | 9   | RET | RET | 52  |
| 22  | Djalma Pivetta           | RET | NL  | 17  | 10  | 19  | NL  | 10  | 12  | 20  | 13  | 11  | 10  | 19  | 22  | 18  | 15  | 18  | 14  | 41  |
| 23  | Rodrigo Taborda          | 17  | 14  | 18  | 15  | 14  | 13  | RET | NL  | 15  | 15  | RET | NL  | 24  | 14  | RET | NL  | 15  | 9   | 40  |
| 24  | Renato Martins           |     |     |     |     |     |     |     |     |     |     |     | 21  | 18  | 19  | 17  |     |     |     | 31  |
| 25  | Thiago Rizzo             |     |     |     |     |     |     |     |     |     |     | 17  | 18  | 22  | 11  | 17  | 13  | 13  | 6   | 25  |
| 26  | Pe Jota                  | 20  | NL  | NL  | NL  | 16  | RET | 13  | 14  | RET | NL  | 21  | 13  | 20  | 16  | 21  | 16  | 16  | 11  | 17  |
| 27  | Glauco Barros            | 16  | 15  | 21  | 12  | 15  | 14  | 17  | RET |     |     | 20  | 16  | 23  | 17  | 20  | 19  |     |     | 12  |
| 28  | Leandro Totti            |     |     |     |     |     |     |     |     |     |     |     |     |     |     |     |     | 20  | RET | 9   |
| 29  | Alex Fabiano da Silva    |     |     |     |     | 11  | DSQ | 16  | 16  | 18  | RET |     |     |     |     |     |     |     |     | 9   |
| 30  | Fabiano Cardoso          | 11  | RET | NL  | NL  |     |     |     |     |     |     |     |     |     |     |     |     |     |     | 9   |
| 31  | Kléber Barcellos Elétric |     |     |     |     |     |     |     |     |     |     | 19  | 19  | 25  | RET | RET | NL  | NL  | RET | 0   |
| 32  | Ricardo Alvarez          | RET | NL  | 19  | RET |     |     |     |     |     |     |     |     |     |     |     |     |     |     | 0   |
| Pos | Piloto                   | SCZ | SCZ | SCZ | SCZ | INT | INT | GOI | GOI | LON | LON | INT | INT | TAR | TAR | TAR | TAR | BRA | BRA | Pts |

| Cor          | Resultado                            |
| ------------ | ------------------------------------ |
| Ouro         | Vencedor                             |
| Prata        | 2º lugar                             |
| Bronze       | 3º lugar                             |
| Verde        | 4º e 5º lugares                      |
| Azul claro   | 6º–10º lugares                       |
| Azul escuro  | Completou a corrida (fora do Top 10) |
| Roxo         | Não completou a corrida              |
| Vermelho     | Não se classificou (NQ)              |
| Marrom       | Retirou-se da corrida (Wth)          |
| Preto        | Desclassificado (DSQ)                |
| Caqui escuro | Não largou (NL)                      |
| Caqui escuro | Abandonou a corrida (C)              |
| Vazio        | Não participou                       |